# カール・ハインリヒ・グラウン
カール・ハインリヒ・グラウン（Carl Heinrich Graun, 1704年5月7日 - 1759年8月8日）は、ドイツ人作曲家・声楽家。ヨハン・アドルフ・ハッセと並んで、イタリア・オペラの卓越した作曲家として同時代に知られていた。兄ヨハン・ゴットリープ・グラウンも作曲家で、ヴァイオリンのヴィルトゥオーソとしても知られた。

## 略歴
ブランデンブルク選帝侯領のヴァーレンブリュックに生まれる。1714年、兄のヨハン・ゴットリープにつづいてドレスデンの十字架教会合唱団に加わる。そこに1721年まで在籍していたことが確認されている一方で、1718年からはライプツィヒ大学に学籍登録していたことが分かっている。このころから本格的に歌唱と作曲の基礎教育を受けたものと思われ、1719年にはドレスデンでロッティのオペラ『テオファーネ』の上演に合唱隊員として参加したほか、1723年には後にベルリンの宮廷で同僚となるクヴァンツ、フランツ・ベンダらと共に、プラハでフックスのオペラ『コンスタンツァとフォルテッツァ』の上演に参加したことが分かっている。そのほか、アグリーコラによって書かれたと考えられるグラウンの生涯に関する報告によれば、この頃すでにドレスデンの十字架教会合唱団のためにカンタータやモテットを作曲していたようであるが、これらに該当すると考えられる作品は今日伝承されていない。また、同地の宮廷楽団で楽師長（Konzertmeister）を務めていた、ヨハン・ゲオルク・ピゼンデルからも薫陶をうけた。
1725年、グラウンはブラウンシュヴァイク＝ヴォルフェンビュッテル公アウグスト・ヴィルヘルムの宮廷で、テナー歌手として職務を開始する。歌唱の他に作曲も職務として課され、1735年までに6つのオペラを作曲した他、クリスマス・オラトリオ、復活祭オラトリオ、2つの受難オラトリオ（『ここへ来て見よ』（Kommt her und Schaut）および『子羊が往く、咎を背負って』（Ein Lämmlein geht und trägt die Schuld））など、宗教作品も含めて精力的な作曲活動に取り組み、その作品はハッセの作品と並んで、「良い趣味」の音楽としてドイツで広く評価されるに至る。音楽家としての成功は、当時のプロイセン王太子フリードリヒの耳にも届くところとなり、1733年頃から、当時王太子の宮廷がおかれていたルピーンにしばしば招待されることになった。フリードリヒはかねてより愛好していた音楽を愉しむため、立太子後に父王フリードリヒ・ヴィルヘルム1世から宮廷を与えられて以後、自らの宮廷楽団の創設に励んでおり、すでに兄のヨハン・ゴットリープが1732年にヴァイオリン奏者として採用されていたほか、1733年にはフランツ・ベンダも楽団に招聘されていた。1735年、グラウンはブランシュヴァイク宮廷での職を辞し、フリードリヒの宮廷にテナー歌手として採用された。1740年までの、フリードリヒ宮廷における作曲活動や演奏活動の実態については不明な点が多い。J. A. ヒラーによれば、グラウンはこの時期に、多くのイタリア語によるカンタータを作曲し、フリードリヒの宮廷で披露した。
1740年にフリードリヒがフリードリヒ2世としてプロイセン王に即位すると、グラウンは宮廷楽長の地位を与えられ、宮廷楽団の統率、王立ベルリン歌劇場のためのオペラの作曲および上演が、2,000ターラーの俸給と引き換えに課された。本格的なオペラ上演のため、フリードリヒはグラウンに、優れた歌手を連れてくることを目的にイタリア旅行を命じたが、これはあまり大きな成果を生まなかった（たしかに後年、ザリンベーニ、ポルポリーノといった優れたイタリア人カストラートが宮廷に招かれ、オペラの上演に従事し大きな名声を博したが、彼らの招聘はこの旅行とは無関係に行われたものであった）。王立ベルリン歌劇場のこけら落としは1742年、グラウンのオペラ『シーザーとクレオパトラ』によって行われた。1759年に没するまでグラウンはその地位に留まり、おおよそ1年に1作から2作のペースでオペラを作曲した。それら全てが古典古代の神話、歴史に題材をとったいわゆるオペラ・セリアであり、イタリア語の台本を持つものであった。中でもフリードリヒ2世が台本の一部を執筆し、クヴァンツなど他のベルリン宮廷の音楽家も作曲に関わったオペラ『モンテズマ』（Montezuma, 1755年）は特に知られている。宗教作品としては、受難オラトリオ『イエスの死』（Der Tod Jesu, 1755年）、『テ・デウム』をベルリン時代に作曲したが、その数は多くはなく、オペラを除くとその大部分が、イタリア語によるカンタータ、協奏曲やトリオ・ソナタ、演奏会用のフランス風序曲など、宮廷での演奏に供されるための機会作品であった。とりわけ『イエスの死』は、グラウンの死後も演奏され続けたばかりでなく、カトリックが支配的であった南ドイツ地域でも広く受容され、ヨハン・セバスチャン・バッハの『マタイ受難曲』が1829年にメンデルスゾーンらによって蘇演されるまで、ドイツ地域で受難節に演奏されるオラトリオとして定着していた。
グラウン兄弟は、後期バロック音楽から古典派音楽への過渡期に活躍した作曲家で、その作風はギャラント様式による繊細な表現、ひたすらな旋律美の追究など、18世紀中ごろのドイツにおける新しい音楽思潮を反映している。

## 作品
- 受難オラトリオ『ここへ来て見よ』 （1730年頃）
- オペラ『ロデリンダ』 （1741年）
- オペラ『シーザーとクレオパトラ』 （1742年）
- オペラ『アルタセルセ』 （1743年）
- オペラ『ミトリダーテ』 （1750年）
- オペラ『モンテズマ』 （1755年）
- 受難オラトリオ『イエスの死』 （1755年）